# Lega Nazionale C 1998 (football americano)
La Lega Nazionale C 1998 è stata la 4ª edizione del campionato di football americano di terzo livello, organizzato dalla SAFV.

## Squadre partecipanti
| Club                 | Città     | Stadio | Sponsor ufficiale | Risultato nella stagione 1997 |
| -------------------- | --------- | ------ | ----------------- | ----------------------------- |
| Argovia Thunderbirds | Wohlen    |        |                   | Terzo posto                   |
| Monthey Rhinos       | Monthey   |        |                   | Primo posto                   |
| Olten River Rats     | Olten     |        |                   | Quinto posto                  |
| Schaffhausen Rams    | Sciaffusa |        |                   | Sesto posto                   |
| Wolfpack Riviéra     | Vevey     |        |                   | Quarto posto                  |

## Stagione regolare

### Calendario

#### 1ª giornata
| 29 marzo 1998 | Monthey Rhinos | 22 – 0 | Olten River Rats |  |

| 29 marzo 1998 | Schaffhausen Rams | 0 – 45 | Wolfpack Riviéra |  |

#### 2ª giornata
| 5 aprile 1998 | Wolfpack Riviéra | 49 – 6 | Argovia Thunderbirds |  |

| 5 aprile 1998 | Olten River Rats | 0 – 13 | Schaffhausen Rams |  |

#### 3ª giornata
| 19 aprile 1998 | Olten River Rats | 0 – 25 | Wolfpack Riviéra |  |

| 19 aprile 1998 | Argovia Thunderbirds | 35 – 8 | Monthey Rhinos |  |

#### 4ª giornata
| 3 maggio 1998 | Monthey Rhinos | 0 – 50 | Wolfpack Riviéra |  |

| 3 maggio 1998 | Argovia Thunderbirds | 23 – 12 | Schaffhausen Rams |  |

#### 5ª giornata
| 17 maggio 1998 | Olten River Rats | 6 – 16 | Argovia Thunderbirds |  |

#### 6ª giornata
| 24 maggio 1998 | Argovia Thunderbirds | 0 – 13 | Wolfpack Riviéra |  |

#### 7ª giornata
| 7 giugno 1998 | Argovia Thunderbirds | 36 – 6 | Olten River Rats |  |

| 7 giugno 1998 | Wolfpack Riviéra | 50 – 0 | Schaffhausen Rams |  |

#### 8ª giornata
| 21 giugno 1998 | Wolfpack Riviéra | 52 – 0 | Olten River Rats |  |

#### 9ª giornata
| 28 giugno 1998 | Schaffhausen Rams | 19 – 6 | Argovia Thunderbirds |  |

#### 10ª giornata
| 5 luglio 1998 | Schaffhausen Rams | 52 – 0 | Olten River Rats |  |

### Classifica
La classifica della regular season è la seguente:
- PCT = percentuale di vittorie, G = partite giocate, V = partite vinte, P = partite perse, PF = punti fatti, PS = punti subiti
- La squadra vincitrice è indicata in verde

| Pos. | Squadra              | PCT   | G | V | P | PF  | PS  |
| ---- | -------------------- | ----- | - | - | - | --- | --- |
| 1    | Wolfpack Riviéra     | 1.000 | 6 | 6 | 0 | 234 | 6   |
| 2    | Argovia Thunderbirds | .500  | 6 | 3 | 3 | 87  | 105 |
| 3    | Schaffhausen Rams    | .500  | 6 | 3 | 3 | 94  | 124 |
| 4    | Olten River Rats     | .000  | 6 | 0 | 6 | 12  | 192 |
| -    | Monthey Rhinos       | .333  | 3 | 1 | 2 | 30  | 85  |

## Verdetti
- Wolfpack Riviéra  Campioni Lega Nazionale C 1998